# Playhouse Disney
Playhouse Disney est une ancienne marque pour les préscolaires de la Walt Disney Company. Elle est née le 6 avril 1997 aux États-Unis comme bloc de programmation matinal de Disney Channel. Elle fut déclinée dans le monde entier, comme bloc de programmation ou chaîne de télévision. Elle a été remplacée par Disney Junior en 2011.

## Histoire
Le 6 avril 1997, le bloc de programmation Playhouse Disney est lancé sur la version américaine de Disney Channel.
Le 2 novembre 2002, Playhouse Disney commence sa diffusion en France, en tant que chaîne, contrairement à la version originale.
Le 14 décembre 2005, Disney annonce lancer Playhouse Disney aux Philippines, le 24 décembre.
En 2006, Disney lance Playhouse Disney en Afrique du Sud sur le bouquet DStv.
Le 17 janvier 2006, Disney Online et Playhouse Disney lancent un site payant www.preschooltime.com pour les enfants avec des activités pré-scolaires,.
Le 14 février 2011, le bloc Playhouse Disney américain a été remplacé par Disney Junior.
Le 27 janvier 2011, Disney annonce le renommage de Playhouse Disney UK en Disney Junior le 7 mai 2011. 
Disney Junior remplace Playhouse Disney en France le 28 mai 2011. 
Le 1er avril 2011, Disney annonce que Playhouse Disney en Australie et en Nouvelle-Zélande deviendra Disney Junior à compter du 29 mai 2011. 
Le 18 avril 2011, Disney annonce le remplacement de Playhouse Disney en Allemagne par Disney Junior à compter du 14 juillet 2011. 
Le 1er mai 2011, Disney annonce que Playhouse Disney en Belgique et aux Pays-Bas sera remplacé par Disney Junior à compter du 1er septembre 2011. 
Le 1er juin 2011, Disney annonce que Playhouse Disney fermera pour laisser place à Disney Junior en Afrique du Sud sur le bouquet DStv.

## Programmation

### Dessins animés / Marionnettes

#### Amérique du Nord
- Etats-Unis
  - The Wiggles
  - Les Frères Koalas (The Koala Brothers)
  - Doodlebops
  - Petit déjeuner avec Tibère (en)[réf. nécessaire]

#### France
- Tibère et la Maison bleue (Bear in the Big Blue House)
- Bob le bricoleur (Bob the Builder)
- Boo!
- Les Tifoudoux (PB&J Otter)
- Bienvenue à Lazy Town (LazyTown)
- Drôles de petites bêtes
- Drôles de petites bêtes : Les Quatre Saisons
- Rolie Polie Olie
- Chloé Magique (Chloe's Closet)
- Hors de la boîte (Out of the Box)
- Le Livre de Winnie l'ourson (The Book of Pooh)
- Stanley
- Les Super Mécanimaux (Animal Mechanicals)
- Charlotte aux fraises : Aventures à Fraisi-Paradis (Strawberry Shortcake's Berry Bitty Adventures)
- Fennec
- Jojo Circus (JoJo's Circus)
- Se sentir bien avec JoJo (Feeling Good with JoJo)
- Les Héros d'Higglyville (Higglytown Heroes)
- Dans le jardin des rêves (In the Night Garden)
- Les Petits Einstein (Little Einsteins)
- Clifford le gros chien rouge (Clifford the Big Red Dog)
- La Maison de Mickey (Mickey Mouse Clubhouse)
- Charlie et Lola (Charlie and Lola)
- Dim, Dam, Doum
- Juanito Jones (2009)
- Mes amis Tigrou et Winnie (My Friends Tigger and Pooh)
- Fetch le vétérinaire (Fetch the Vet)
- Les Aventures de Petit Ours brun
- Les Nouvelles Aventures de Winnie l'ourson (The New Adventures of Winnie the Pooh)
- Jasper le pingouin
- Ooh, Aah & You (en)
- Le Nidouille
- Thomas et ses amis (Thomas & Friends)
- Bunnytown (en)
- Plouf Olly Plouf !
- Bali
- Les Voyages de Balthazar
- Cajou
- Manny et ses outils (Handy Manny)
- La Vache, le Chat et l'Océan
- Bing et Bong (Tiny Planets) (2005 - 2006)
- Le Monde d'Henri (Henry's World)
- Ozie Boo !
- La Famille Trompette
- La Famille Passiflore
- Agent Spécial Oso (Special Agent Oso)
- En route pour la jungle (Jungle Junction)
- Petit Potam
- Le Petit Roi Macius (Macius)
- Super Samson
- Sam le pompier (Fireman Sam)
- Le Manège enchanté
- Rosie et Fuzz
- Lutins d'élite, mission Noël
- Les Fabulettes d'Anne Sylvestre
- Quaq quao
- Rubbadubbers, tous au bain
- Shaun le mouton
- Voici Timmy
- Woofy

### Émissions
- 1, 2, 3, 4 pattes (2002)
- Barney (2006)
- Lieu de puzzle (2002-2003)
- Johnny et les petits lutins (en)
- La Petite Chorale
- Rastamouse (1er mai 2011-29 janvier 2014)

### Bandes-annonces
- 2002-2003 : Cornichon et Confetti, des chaussettes qui parlent[10].
- Bienvenue chez Tibère, animation du bloc de programmes, extraits détournés de Tibère et la Maison bleue, avec Renaud Marx, voix française de Tibère[11].

## Autour du monde
Aux États-Unis, Disney propose un audio espagnol. Playhouse Disney a été décliné en chaîne de télévision en Europe puis en Asie. En 2010, la chaîne a été lancée en Europe centrale, de l'Ouest et aux Pays-Bas en remplacement de Jetix Play.
- Italie (1er mai 2005 - 14 mai 2011)
- Scandinavie ( Norvège,  Suède,  Finlande et  Danemark)
- Asie du Sud-Est (2 avril 2004, sur le bouquet Indovision)[12],[13]
- Philippines (12 décembre 2005)[14]
- Inde (en 2006)
- Amérique latine  Argentine et  Mexique (1er juin 2008 - 1er avril 2011)
- Brésil (1er juillet 2008 - 1er avril 2011)
- Thaïlande (janvier 2005[15] - 11 juillet 2011)
- Québec (juillet 2010 - 6 mai 2011)
- Pologne (1er septembre 2010 - 1er juin 2011)
- Ukraine (11 août 2010 - 30 juillet 2011)
- Kazakhstan (13 août 2010 - 31 juillet 2011)
- Ouzbékistan (14 août 2010 - 31 juillet 2011)
- États-Unis (bloc entre 6 avril 1997 - 13 février 2011)
- Royaume-Uni (septembre 1999 - 7 mai 2011)[5]
- Canada Playhouse Disney (Canada) (30 novembre 2007 - 6 mai 2011)
- France (2 novembre 2002 - 28 mai 2011)
- Australie (29 décembre 2005 - 29 mai 2011)
- Nouvelle-Zélande (5 décembre 2005 - 29 mai 2011)
- Allemagne (10 novembre 2004 - 14 juillet 2011)
- Espagne (16 novembre 2001 - 11 juin 2011)